# Astra 900
A Astra Modelo 900 é uma das muitas cópias espanholas da pistola semiautomática alemã Mauser C96. Ela compartilha o mesmo calibre, capacidade de carregador e tipo de coldre e geralmente é muito semelhante à pistola alemã.

## História
A fabricante de armas espanhola Astra-Unceta y Cia começou a produzir uma cópia da Mauser C96 em 1927 que era externamente semelhante à C96 (incluindo a presença de uma coronha/coldre destacável), mas com peças internas não interligadas. Foi produzida até 1941, com um hiato de produção em 1937 e 1938, e um lote final montado a partir de peças de reposição em 1951.
As cópias espanholas da C96 eram geralmente destinadas à exportação para a China, mas após o início da guerra sino-japonesa, as Astra 900 restantes foram usadas na Guerra Civil Espanhola e os números também foram vendidos para a Alemanha no período de 1940-1943.

## Projeto
A Astra 901 da Astra-Unceta y Cia SA, de fabricação basca, é uma pistola-metralhadora compacta, com capacidade para 10 cartuchos 7,63×25mm Mauser, uma capacidade consideravelmente menor do que o padrão para uma pistola-metralhadora. O modelo seguinte, a Astra 902, era fornecida com um carregador fixo de 20 cartuchos e um cano alongado, e a Astra 903 tinha um carregador removível em vez do habitual fixo. Mais tarde, a Astra adicionou um mecanismo para diminuir a cadência de tiro e tornar a arma mais manejável (até certo ponto) ao ser disparada nos modos automático ou rajada, chamando-a de Modelo 904.
A Modelo 904 é comparável às pistolas alemãs Mauser M712 'Schnellfeuer', tendo um carregador destacável, capacidade de disparo automático e aparência geral.
A Astra Modelo 904 foi produzida em uma variante em 9×23mm Largo, a Astra Modelo 904E, que era idêntica à Modelo 904 em todos os outros aspectos.

## Produção e distribuição

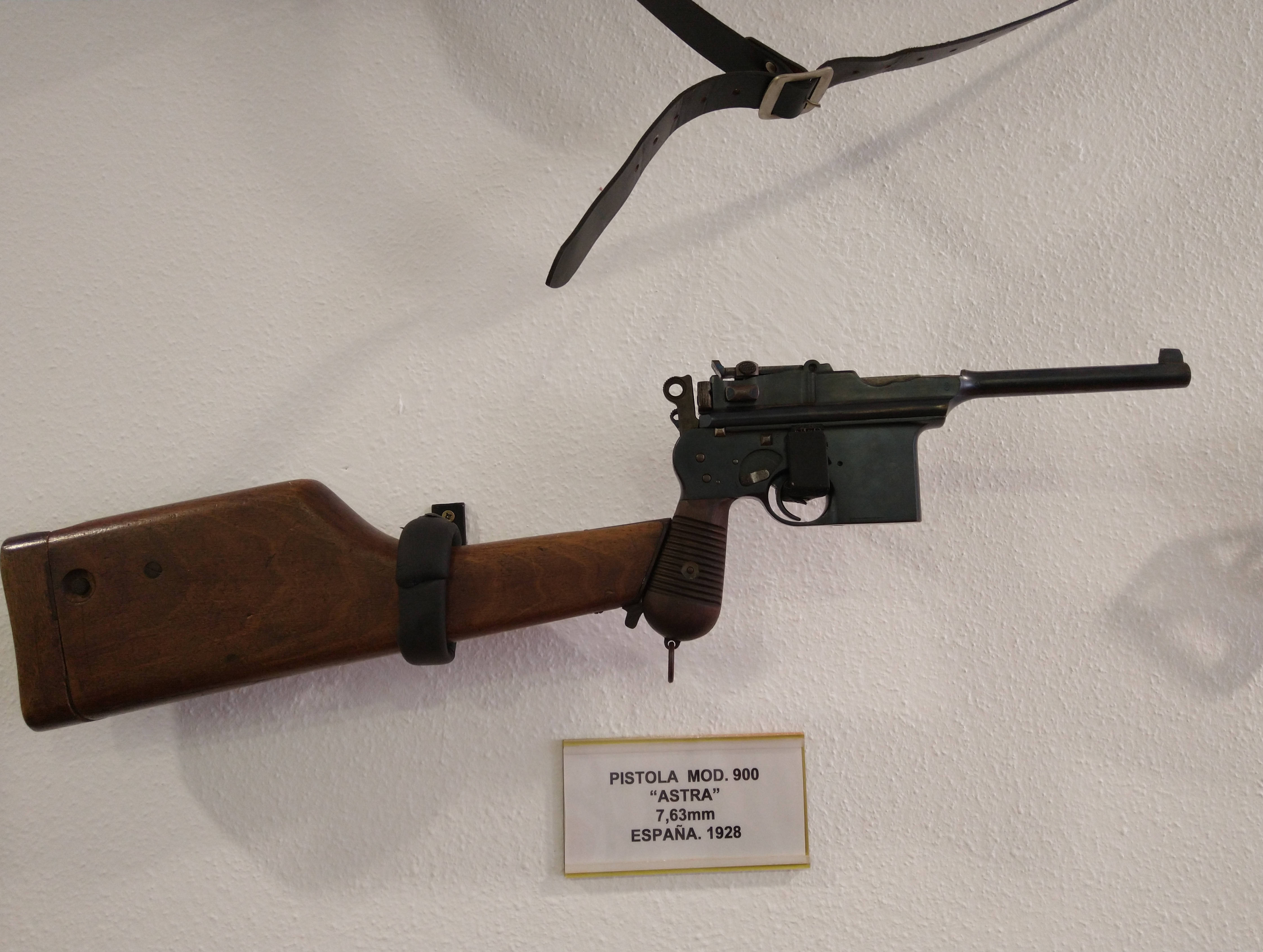
Astra 900 com coronha de ombro

Os seguintes modelos foram feitos pela Astra:
- Astra 900: 21.000 armas de 1927 a 1941 para a China, América Latina, os republicanos espanhóis e a Wehrmacht (1.050 entregues em 1943).
- Astra 901: 1.655 armas em 1928, destinadas principalmente à China.
- Astra 902: 7.075 armas em 1928 a 1933. Algumas entregues à China, outras entregues à Wehrmacht em 1943.
- Astra 903: 3.082 armas em 1932 a 1934. Mesmos usuários da 902.
- Astra 904: mais de 90 armas em 1934.
- Astra F: 1.126 armas em 1936. Emitidas para a Guarda Civil durante a Guerra Civil Espanhola.
- Astra E: 548 armas montadas entre 1949, 1951 e 1961 a partir de peças armazenadas. Reservadas para exportação para o Egito, Índia, Iraque e Paquistão.
- 8 Astra 900, 12 Astra 902 e 9 Astra 400, todas ricamente gravadas, foram presenteadas ao Josef Stalin durante a Guerra Civil Espanhola em 1937.

## Operadores
- República da China (1912–1949)[4]
- Império do Japão[5]
- Alemanha Nazista
- Segunda República Espanhola: Astra F conhecidas por serem emitidas para a Guarda Civil.[6][7]